# 巍巍斯諷刺劇

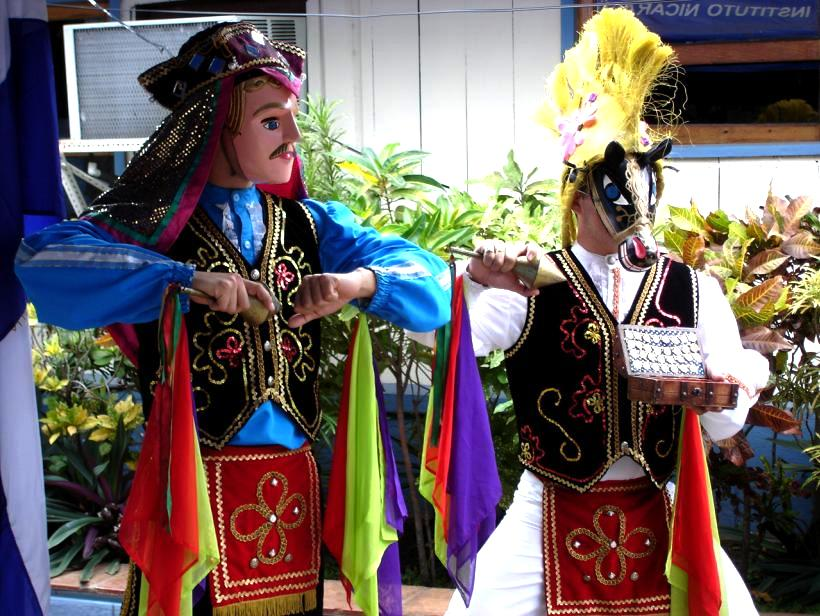
El Güegüense

巍巍斯，又譯作艾爾-圭根斯（西班牙語發音：[el ɣweˈɣwen.se]）是尼加拉瓜的傳統街頭戲劇舞蹈。巍巍斯舞劇是諷刺西班牙殖民政府的詼諧喜劇，是西部的迪里安巴一月朝聖節慶的遊行表演劇目。表演者會戴上滑稽的面具、身著鮮豔的戲服和頭飾，隨著小提琴、吉他及鼓的伴奏起舞，其表演融合了美洲原住民及西班牙殖民者的元素，是尼加拉瓜的代表性民俗文化，谚语“装上圭根斯的面孔”即源自此戏剧。

## 詞源
該劇的名稱來自其主要角色El Güegüense，該詞源於納瓦特爾語的“huehue”，意為“老人”或“智者”。

## 歷史
該戲劇劇本由一位匿名作家於16世紀創作，使其成為西半球最古老的戲劇及舞蹈作品之一。它經過口述流傳了多個世紀，直到最終被寫下並於1942年出版。
聯合國教科文組織於2005年將其列入人类口述和非物质遗产代表作名录。

## 劇情大意
故事圍繞在西班牙殖民政權與美洲原住民之間，主角巍巍斯以一系列機智的口語謀略來抨擊殖民政權，但不直接挑戰或衝撞政府體制，嘗試用表面合作和順從而暗中削弱西班牙當局統治。

## 外部連結
- El Güegüense （页面存档备份，存于） Diriamba, Nicaragua